# Heliotropium cabulicum
Heliotropium cabulicum är en strävbladig växtart som beskrevs av Aleksandr Andrejevitj Bunge. Heliotropium cabulicum ingår i Heliotropsläktet som ingår i familjen strävbladiga växter. Inga underarter finns listade i Catalogue of Life.